# Eliminatoria al Campeonato Sub-16 de la AFC de 2012
La Eliminatoria al Campeonato Sub-16 de la AFC de 2012 contó con la participación de 38 selecciones infantiles de Asia en la lucha por 15 plazas para la fase final del torneo a disputarse en Uzbekistán junto al país anfitrión.

## Grupos

### Grupo A
Los partidos se jugaron en Irak.
| País      | J                  | G                  | E                  | P                  | GF                 | GC                 | GD                 | PTS                |
| --------- | ------------------ | ------------------ | ------------------ | ------------------ | ------------------ | ------------------ | ------------------ | ------------------ |
| Irak      | 4                  | 3                  | 1                  | 0                  | 17                 | 2                  | +15                | 10                 |
| Irán      | 4                  | 3                  | 1                  | 0                  | 12                 | 1                  | +11                | 10                 |
| Catar     | 4                  | 2                  | 0                  | 2                  | 9                  | 6                  | +3                 | 6                  |
| Palestina | 4                  | 1                  | 0                  | 3                  | 2                  | 15                 | −13                | 3                  |
| Bangladés | 4                  | 0                  | 0                  | 4                  | 0                  | 16                 | −16                | 0                  |
| Sri Lanka | Abandonó el torneo | Abandonó el torneo | Abandonó el torneo | Abandonó el torneo | Abandonó el torneo | Abandonó el torneo | Abandonó el torneo | Abandonó el torneo |

| 12 de septiembre de 2011 | Bangladés | 0 – 7   | Irak                                                                            | Duhok Stadium, Duhok                                                  |                                                                       |
|                          |           | Reporte | Emon 8' (a.g.) · Al-Mahdawi 4' 37' 66' · Ali Mhawi 25' · Sherko 27' · Rasan 45' | Asistencia: 1,500 espectadores Árbitro(s): Abdulshaheed Hasan Mohamed | Asistencia: 1,500 espectadores Árbitro(s): Abdulshaheed Hasan Mohamed |

| 12 de septiembre de 2011 | Irán                                                              | 5 – 0   | Palestina | Duhok Stadium, Duhok                                     |                                                          |
|                          | Karmollachaab 2' · Rigi 37' · Yasini 58' · Jaferi 78' · Nouri 87' | Reporte |           | Asistencia: 500 espectadores Árbitro(s): Arumughan Rowan | Asistencia: 500 espectadores Árbitro(s): Arumughan Rowan |

| 14 de septiembre de 2011 | Irak                                                                                 | 6 – 0   | Palestina | Duhok Stadium, Duhok                                      |                                                           |
|                          | Al-Mahdawi 27' 57' · Sherko 30' · Ali Mhawi 85' · Al Daoos 89' (pen.) · Lateef 90+3' | Reporte |           | Asistencia: 700 espectadores Árbitro(s): Naser Al Ghafary | Asistencia: 700 espectadores Árbitro(s): Naser Al Ghafary |

| 14 de septiembre de 2011 | Irán                     | 3 – 0   | Catar | Duhok Stadium, Duhok                                                     |                                                                          |
|                          | Bazaj 84' · Rigi 32' 47' | Reporte |       | Asistencia: 300 espectadores Árbitro(s): Yaqoob Said Abdullah Abdul Baqi | Asistencia: 300 espectadores Árbitro(s): Yaqoob Said Abdullah Abdul Baqi |

| 16 de septiembre de 2011 | Palestina                      | 2 – 0   | Bangladés | Duhok Stadium, Duhok                                            |                                                                 |
|                          | Salah 53' · R. Dari 68' (pen.) | Reporte |           | Asistencia: 200 espectadores Árbitro(s): Hamad Abdullah Hashimi | Asistencia: 200 espectadores Árbitro(s): Hamad Abdullah Hashimi |

| 16 de septiembre de 2011 | Irak                                       | 3 – 1   | Catar         | Duhok Stadium, Duhok                                        |                                                             |
|                          | Al-Mahdawi 2' · Bani 45' · Abdul-Zahra 63' | Reporte | Al Salemi 33' | Asistencia: 3,100 espectadores Árbitro(s): Naser Al Ghafary | Asistencia: 3,100 espectadores Árbitro(s): Naser Al Ghafary |

| 18 de septiembre de 2011 | Catar                                          | 4 – 0   | Palestina | Duhok Stadium, Duhok                                                |                                                                     |
|                          | Al-Jalabi 5' 76' · Hassanin 13' · Al Ahrak 33' | Reporte |           | Asistencia: 100 espectadores Árbitro(s): Abdulshaheed Hasan Mohamed | Asistencia: 100 espectadores Árbitro(s): Abdulshaheed Hasan Mohamed |

| 18 de septiembre de 2011 | Irán                                            | 3 – 0   | Bangladés | Duhok Stadium, Duhok                                     |                                                          |
|                          | Estakhri 30' · Hosseini 76' · Karmollachaab 81' | Reporte |           | Asistencia: 100 espectadores Árbitro(s): Arumughan Rowan | Asistencia: 100 espectadores Árbitro(s): Arumughan Rowan |

| 20 de septiembre de 2011 | Bangladés | 0 – 4   | Catar                                        | Duhok Stadium, Duhok                                            |                                                                 |
|                          |           | Reporte | Mohamed 39' · Afif 43' 90+1' · Al-Jalabi 51' | Asistencia: 100 espectadores Árbitro(s): Hamad Abdullah Hashimi | Asistencia: 100 espectadores Árbitro(s): Hamad Abdullah Hashimi |

| 20 de septiembre de 2011 | Irak      | 1 – 1   | Irán       | Duhok Stadium, Duhok                                                       |                                                                            |
|                          | Rasan 43' | Reporte | Jaferi 42' | Asistencia: 3,000 espectadores Árbitro(s): Yaqoob Said Abdullah Abdul Baqi | Asistencia: 3,000 espectadores Árbitro(s): Yaqoob Said Abdullah Abdul Baqi |

### Grupo B
Los partidos se jugaron en Kuwait.
| País       | J | G | E | P | GF | GC | GD  | PTS |
| ---------- | - | - | - | - | -- | -- | --- | --- |
| Yemen      | 5 | 4 | 1 | 0 | 15 | 2  | +13 | 13  |
| Kuwait     | 5 | 4 | 0 | 1 | 14 | 3  | +11 | 12  |
| UAE        | 5 | 3 | 1 | 1 | 13 | 4  | +9  | 10  |
| Pakistán   | 5 | 2 | 0 | 3 | 7  | 9  | −2  | 6   |
| Afganistán | 5 | 1 | 0 | 4 | 10 | 12 | −2  | 3   |
| Maldivas   | 5 | 0 | 0 | 5 | 0  | 29 | −29 | 0   |

| 12 de septiembre de 2011 | Yemen       | 1 – 1   | UAE                | Mohammed Al-Hamad Stadium, Hawally                         |                                                            |
|                          | Al Dahi 62' | Reporte | Sulaiman 7' (pen.) | Asistencia: 50 espectadores Árbitro(s): Dmitriy Mashentsev | Asistencia: 50 espectadores Árbitro(s): Dmitriy Mashentsev |

| 12 de septiembre de 2011 | Kuwait               | 3 – 0 Acreditado | Afganistán   | Sabah Al Salem Stadium, Kuwait City                       |                                                           |
|                          | Al Asfour 82' (pen.) | Reporte          | M. Zaher 37' | Asistencia: 200 espectadores Árbitro(s): Ibrahim Al Hosni | Asistencia: 200 espectadores Árbitro(s): Ibrahim Al Hosni |

| 12 de septiembre de 2011 | Pakistán                                       | 4 – 0   | Maldivas | Sabah Al Salem Stadium, Kuwait City     |                                         |
|                          | Bilal 11' · Khan 13' · S. Ali 62' · R. Ali 67' | Reporte |          | Asistencia: 61 espectadores Árbitro(s): | Asistencia: 61 espectadores Árbitro(s): |

| 14 de septiembre de 2011 | UAE           | 3 – 0 Acreditado | Afganistán      | Mohammed Al-Hamad Stadium, Hawally                       |                                                          |
|                          | A. Harasi 38' | Reporte          | Amin 65' (pen.) | Asistencia: 350 espectadores Árbitro(s): Khamis Al Marri | Asistencia: 350 espectadores Árbitro(s): Khamis Al Marri |

| 14 de septiembre de 2011 | Kuwait                   | 2 – 0   | Pakistán | Sabah Al Salem Stadium, Kuwait City                    |                                                        |
|                          | Bourslee 8' · Haider 51' | Reporte |          | Asistencia: 400 espectadores Árbitro(s): Vadim Agishev | Asistencia: 400 espectadores Árbitro(s): Vadim Agishev |

| 14 de septiembre de 2011 | Yemen                                                                         | 5 – 0   | Maldivas | Sabah Al Salem Stadium, Kuwait City                     |                                                         |
|                          | Fadaaq 21' 64' · Aiman Abdulkafi Ahmed 34' · Al-Dahi 40' · Mohamed 74' (a.g.) | Reporte |          | Asistencia: 50 espectadores Árbitro(s): Timur Faizullin | Asistencia: 50 espectadores Árbitro(s): Timur Faizullin |

| 17 de septiembre de 2011 | Maldivas | 0 – 5   | Kuwait                                                     | Sabah Al Salem Stadium, Kuwait City                       |                                                           |
|                          |          | Reporte | Salem 38' 75' · Haider 49' · Al Enezi 89' · Al Hajri 90+2' | Asistencia: 100 espectadores Árbitro(s): Ibrahim Al Hosni | Asistencia: 100 espectadores Árbitro(s): Ibrahim Al Hosni |

| 17 de septiembre de 2011 | UAE              | 2 – 0   | Pakistán | Mohammed Al-Hamad Stadium, Hawally                          |                                                             |
|                          | Sulaiman 32' 79' | Reporte |          | Asistencia: 150 espectadores Árbitro(s): Ali Sabah Al-Qaysi | Asistencia: 150 espectadores Árbitro(s): Ali Sabah Al-Qaysi |

| 17 de septiembre de 2011 | Afganistán            | 0 – 3 Acreditado | Yemen       | Sabah Al Salem Stadium, Kuwait City                           |                                                               |
|                          | Rezaie 68' · Amin 78' | Reporte          | G. Ahmed 6' | Asistencia: 1,500 espectadores Árbitro(s): Dmitriy Mashentsev | Asistencia: 1,500 espectadores Árbitro(s): Dmitriy Mashentsev |

| 19 de septiembre de 2011 | Maldivas | 0 – 6   | UAE                                                                                | Mohammed Al-Hamad Stadium, Hawally                    |                                                       |
|                          |          | Reporte | Sulaiman 4' (pen.) 33' (pen.) · Al Harasi 6' 68' · Moosa 65' (a.g.) · Mohammad 70' | Asistencia: 15 espectadores Árbitro(s): Vadim Agishev | Asistencia: 15 espectadores Árbitro(s): Vadim Agishev |

| 19 de septiembre de 2011 | Kuwait        | 1 – 2   | Yemen                         | Sabah Al Salem Stadium, Kuwait City                      |                                                          |
|                          | Marzouq 90+4' | Reporte | Al-Haidari 1' · Al-Dahi 90+3' | Asistencia: 250 espectadores Árbitro(s): Khamis Al Marri | Asistencia: 250 espectadores Árbitro(s): Khamis Al Marri |

| 19 de septiembre de 2011 | Pakistán                   | 3 – 1   | Afganistán      | Sabah Al Salem Stadium, Kuwait City                        |                                                            |
|                          | Bilal 45+4' · Khan 73' 84' | Reporte | Amin 54' (pen.) | Asistencia: 1,900 espectadores Árbitro(s): Timur Faizullin | Asistencia: 1,900 espectadores Árbitro(s): Timur Faizullin |

| 22 de septiembre de 2011 | Yemen                                                               | 4 – 0   | Pakistán | Mohammed Al-Hamad Stadium, Hawally                          |                                                             |
|                          | Al-Dahi 41' (pen.) 72' (pen.) · Saif Ahmed 50' · Abdulrab Ahmed 84' | Reporte |          | Asistencia: 1,000 espectadores Árbitro(s): Ibrahim Al Hosni | Asistencia: 1,000 espectadores Árbitro(s): Ibrahim Al Hosni |

| 22 de septiembre de 2011 | UAE         | 1 – 3   | Kuwait                                  | Sabah Al Salem Stadium, Kuwait City                         |                                                             |
|                          | Sulaiman 9' | Reporte | Marzouq 44' · Alajmi 49' · Bourslee 89' | Asistencia: 800 espectadores Árbitro(s): Dmitriy Mashentsev | Asistencia: 800 espectadores Árbitro(s): Dmitriy Mashentsev |

| 22 de septiembre de 2011 | Afganistán                                                 | 9 – 0   | Maldivas | Mohammed Al-Hamad Stadium, Hawally                            |                                                               |
|                          | Zamen 39' 51' 61' 74' 90+2' · Rezaie 56' 76' · Hussain 79' | Reporte |          | Asistencia: 1,200 espectadores Árbitro(s): Ali Sabah Al-Qaysi | Asistencia: 1,200 espectadores Árbitro(s): Ali Sabah Al-Qaysi |

### Grupo C
Los partidos se jugaron en Uzbekistán.
| País       | J | G | E | P | GF | GC | GD  | PTS |
| ---------- | - | - | - | - | -- | -- | --- | --- |
| Uzbekistán | 4 | 4 | 0 | 0 | 20 | 1  | +19 | 12  |
| India      | 4 | 3 | 0 | 1 | 13 | 11 | +2  | 9   |
| Baréin     | 4 | 1 | 1 | 2 | 7  | 7  | 0   | 4   |
| Tayikistán | 4 | 1 | 1 | 2 | 6  | 8  | −2  | 4   |
| Kirguistán | 4 | 0 | 0 | 4 | 1  | 20 | −19 | 0   |

| 1 de octubre de 2011 | Baréin                          | 2 – 2   | Tayikistán                 | TTYMI Stadium, Taskent                                |                                                       |
|                      | Al Shaikh 52' · Al Hassouni 72' | Reporte | Tursunov 53' · Barotov 88' | Asistencia: 123 espectadores Árbitro(s): Ko Hyung-Jin | Asistencia: 123 espectadores Árbitro(s): Ko Hyung-Jin |

| 1 de octubre de 2011 | India                                       | 7 – 0   | Kirguistán | TTYMI Stadium, Taskent                                              |                                                                     |
|                      | Rai 5' 7' 45' 55' 85' · Lalhlimpuia 17' 42' | Reporte |            | Asistencia: 100 espectadores Árbitro(s): Mohammad Salem Al-Rshaidat | Asistencia: 100 espectadores Árbitro(s): Mohammad Salem Al-Rshaidat |

| 3 de octubre de 2011 | Kirguistán | 0 – 7   | Uzbekistán                                                                               | TTYMI Stadium, Taskent                                    |                                                           |
|                      |            | Reporte | Abbasov 9' 44' 51' · Davlatov 16' · Ib. Abdullaev 27' · Boltboev 42' · Iz. Abdullaev 72' | Asistencia: 500 espectadores Árbitro(s): Masoud Tufaylieh | Asistencia: 500 espectadores Árbitro(s): Masoud Tufaylieh |

| 3 de octubre de 2011 | India                       | 2 – 1   | Baréin      | TTYMI Stadium, Taskent                                       |                                                              |
|                      | Raja 50' · Sezie 73' (pen.) | Reporte | Marhoon 21' | Asistencia: 150 espectadores Árbitro(s): Charymurat Kurbanov | Asistencia: 150 espectadores Árbitro(s): Charymurat Kurbanov |

| 5 de octubre de 2011 | Uzbekistán                                                                       | 9 – 0   | India | TTYMI Stadium, Taskent                                     |                                                            |
|                      | Abbasov 19' 45+1' 61' 68' · Odilov 26' 27' 30' · Ib. Abdullaev 41' · Mirzaev 67' | Reporte |       | Asistencia: 723 espectadores Árbitro(s): Yousef Al-Marzouq | Asistencia: 723 espectadores Árbitro(s): Yousef Al-Marzouq |

| 5 de octubre de 2011 | Tayikistán                  | 2 – 0   | Kirguistán | TTYMI Stadium, Taskent                                              |                                                                     |
|                      | Tursunov 17' · Juraboev 33' | Reporte |            | Asistencia: 200 espectadores Árbitro(s): Mohammad Salem Al-Rshaidat | Asistencia: 200 espectadores Árbitro(s): Mohammad Salem Al-Rshaidat |

| 7 de octubre de 2011 | Tayikistán          | 1 – 4   | India                                                  | TTYMI Stadium, Taskent                                |                                                       |
|                      | Tursunov 17' (pen.) | Reporte | Khiangte 26' · Rai 43' · Golui 61' · Lalhlimpuia 90+1' | Asistencia: 100 espectadores Árbitro(s): Ko Hyung-Jin | Asistencia: 100 espectadores Árbitro(s): Ko Hyung-Jin |

| 7 de octubre de 2011 | Baréin | 0 – 2   | Uzbekistán                          | TTYMI Stadium, Taskent                                    |                                                           |
|                      |        | Reporte | Khamdamov 45+2' · Ib. Abdullaev 49' | Asistencia: 400 espectadores Árbitro(s): Masoud Tufaylieh | Asistencia: 400 espectadores Árbitro(s): Masoud Tufaylieh |

| 9 de octubre de 2011 | Kirguistán  | 1 – 4   | Baréin                                                | TTYMI Stadium, Taskent                                      |                                                             |
|                      | Cheshev 54' | Reporte | Obaid 8' · Marhoon 39' · Mohamed 63' (pen.) · Isa 85' | Asistencia: 50 espectadores Árbitro(s): Charymurat Kurbanov | Asistencia: 50 espectadores Árbitro(s): Charymurat Kurbanov |

| 9 de octubre de 2011 | Uzbekistán                   | 2 – 1   | Tayikistán  | TTYMI Stadium, Taskent                                     |                                                            |
|                      | M. Ismoilov 20' · Odilov 36' | Reporte | Barotov 53' | Asistencia: 200 espectadores Árbitro(s): Yousef Al-Marzouq | Asistencia: 200 espectadores Árbitro(s): Yousef Al-Marzouq |

### Grupo D
Los partidos se jugaron en Nepal.
| País           | J                  | G                  | E                  | P                  | GF                 | GC                 | GD                 | PTS                |
| -------------- | ------------------ | ------------------ | ------------------ | ------------------ | ------------------ | ------------------ | ------------------ | ------------------ |
| Omán           | 3                  | 2                  | 0                  | 1                  | 4                  | 4                  | 0                  | 6                  |
| Siria          | 3                  | 2                  | 0                  | 1                  | 5                  | 3                  | +2                 | 6                  |
| Arabia Saudita | 3                  | 1                  | 1                  | 1                  | 5                  | 3                  | +2                 | 4                  |
| Nepal          | 3                  | 0                  | 1                  | 2                  | 1                  | 5                  | −4                 | 1                  |
| Líbano         | Abandonó el torneo | Abandonó el torneo | Abandonó el torneo | Abandonó el torneo | Abandonó el torneo | Abandonó el torneo | Abandonó el torneo | Abandonó el torneo |

| 12 de septiembre de 2011 | Siria                      | 2 – 0   | Nepal | Dasarath Rangasala Stadium, Katmandú                                  |                                                                       |
|                          | Ashqar 2' · Al-Hammoud 83' | Reporte |       | Asistencia: 1,700 espectadores Árbitro(s): Jameel Abdulhusain Mohamed | Asistencia: 1,700 espectadores Árbitro(s): Jameel Abdulhusain Mohamed |

| 12 de septiembre de 2011 | Omán | 0 – 3   | Arabia Saudita                              | Halchowk Stadium, Katmandú                                    |                                                               |
|                          |      | Reporte | Al-Nabit 34' · Al-Qhtani 59' · Ghazwani 62' | Asistencia: 2,000 espectadores Árbitro(s): Vladislav Tseytlin | Asistencia: 2,000 espectadores Árbitro(s): Vladislav Tseytlin |

| 14 de septiembre de 2011 | Nepal | 0 – 2   | Omán                          | Dasarath Rangasala Stadium, Katmandú                          |                                                               |
|                          |       | Reporte | Al-Rushadi 78' · Al-Alawi 87' | Asistencia: 3,000 espectadores Árbitro(s): Yadollah Jahanbazi | Asistencia: 3,000 espectadores Árbitro(s): Yadollah Jahanbazi |

| 14 de septiembre de 2011 | Arabia Saudita | 1 – 2   | Siria                     | Halchowk Stadium, Katmandú                         |                                                    |
|                          | Hazazi 25'     | Reporte | Salkeni 4' · Alkhaled 69' | Asistencia: 50 espectadores Árbitro(s): Ali Shaban | Asistencia: 50 espectadores Árbitro(s): Ali Shaban |

| 16 de septiembre de 2011 | Siria        | 1 – 2   | Omán                          | Halchowk Stadium, Katmandú                                   |                                                              |
|                          | Mshhdani 67' | Reporte | Mubarak 9' · Jniat 12' (a.g.) | Asistencia: 500 espectadores Árbitro(s): Nivon Robesh Gamini | Asistencia: 500 espectadores Árbitro(s): Nivon Robesh Gamini |

| 16 de septiembre de 2011 | Arabia Saudita | 1 – 1   | Nepal     | Dasarath Rangasala Stadium, Katmandú                                |                                                                     |
|                          | Ahmed 13'      | Reporte | Heman 34' | Asistencia: 400 espectadores Árbitro(s): Jameel Abdulhusain Mohamed | Asistencia: 400 espectadores Árbitro(s): Jameel Abdulhusain Mohamed |

### Grupo E
Los partidos se jugaron en Corea del Norte.
| País            | J                  | G                  | E                  | P                  | GF                 | GC                 | GD                 | PTS                |
| --------------- | ------------------ | ------------------ | ------------------ | ------------------ | ------------------ | ------------------ | ------------------ | ------------------ |
| Corea del Norte | 4                  | 4                  | 0                  | 0                  | 16                 | 2                  | +14                | 12                 |
| China           | 4                  | 3                  | 0                  | 1                  | 8                  | 3                  | +5                 | 9                  |
| Singapur        | 4                  | 1                  | 1                  | 2                  | 10                 | 6                  | +4                 | 4                  |
| Malasia         | 4                  | 1                  | 1                  | 2                  | 5                  | 7                  | −2                 | 4                  |
| Timor Oriental  | 4                  | 0                  | 0                  | 4                  | 3                  | 24                 | −21                | 0                  |
| Macao           | Abandonó el torneo | Abandonó el torneo | Abandonó el torneo | Abandonó el torneo | Abandonó el torneo | Abandonó el torneo | Abandonó el torneo | Abandonó el torneo |

| 8 de septiembre de 2011 | China                                                | 3 – 1   | Malasia   | Kim Il-sung Stadium, Pionyang                               |                                                             |
|                         | Wang Jinxian 18' · Zhang Xiuwei 58' · Chen Kerui 69' | Reporte | Akram 77' | Asistencia: 4,500 espectadores Árbitro(s): Prathan Nasawang | Asistencia: 4,500 espectadores Árbitro(s): Prathan Nasawang |

| 8 de septiembre de 2011 | Timor Oriental                  | 2 – 11  | Corea del Norte                                                                                | Kim Il-sung Stadium, Pionyang                               |                                                             |
|                         | Januário 45+1' · Francyatma 80' | Reporte | Ri Kwang-Song 8' 52' · Choe Ju-Song 12' 50' 6' 69' · Ri Ryong 28' 32' · Kim Il-Jin 71' 74' 77' | Asistencia: 10,000 espectadores Árbitro(s): Phùng Đình Dũng | Asistencia: 10,000 espectadores Árbitro(s): Phùng Đình Dũng |

| 10 de septiembre de 2011 | China                                                   | 3 – 1   | Singapur          | Kim Il-sung Stadium, Pionyang                                 |                                                               |
|                          | Wang Jinxian 13' · Li Xiaoming 69' · Zhang Xiuwei 90+3' | Reporte | Swandi 17' (pen.) | Asistencia: 4,000 espectadores Árbitro(s): Abdul Hannan Miron | Asistencia: 4,000 espectadores Árbitro(s): Abdul Hannan Miron |

| 10 de septiembre de 2011 | Corea del Norte                                | 3 – 0   | Malasia | Kim Il-sung Stadium, Pionyang                            |                                                          |
|                          | Jon Kum-Song 20' (pen.) · Choe Ju-Song 37' 57' | Reporte |         | Asistencia: 12,300 espectadores Árbitro(s): Pratap Singh | Asistencia: 12,300 espectadores Árbitro(s): Pratap Singh |

| 13 de septiembre de 2011 | Malasia                              | 3 – 0   | Timor Oriental | Kim Il-sung Stadium, Pionyang                           |                                                         |
|                          | Raphi 45+1' · Akram 74' · Hakimi 88' | Reporte |                | Asistencia: 3,000 espectadores Árbitro(s): Yu Ming-Hsun | Asistencia: 3,000 espectadores Árbitro(s): Yu Ming-Hsun |

| 13 de septiembre de 2011 | Corea del Norte   | 1 – 0   | Singapur | Kim Il-sung Stadium, Pionyang                                  |                                                                |
|                          | Ri Kwang Song 89' | Reporte |          | Asistencia: 10,000 espectadores Árbitro(s): Abdul Hannan Miron | Asistencia: 10,000 espectadores Árbitro(s): Abdul Hannan Miron |

| 15 de septiembre de 2011 | China                                 | 2 – 0   | Timor Oriental | Kim Il-sung Stadium, Pionyang                              |                                                            |
|                          | Liu Hao 23' (pen.) · Wang Jinxian 35' | Reporte |                | Asistencia: 2,000 espectadores Árbitro(s): Phùng Đình Dũng | Asistencia: 2,000 espectadores Árbitro(s): Phùng Đình Dũng |

| 15 de septiembre de 2011 | Singapur     | 1 – 1   | Malasia   | Kim Il-sung Stadium, Pionyang                           |                                                         |
|                          | Bin Azmi 56' | Reporte | Akram 31' | Asistencia: 4,500 espectadores Árbitro(s): Yu Ming Hsun | Asistencia: 4,500 espectadores Árbitro(s): Yu Ming Hsun |

| 18 de septiembre de 2011 | Timor Oriental | 1 – 8   | Singapur                                                                         | Kim Il-sung Stadium, Pionyang                                 |                                                               |
|                          | Januário 20'   | Reporte | Suzliman 4' · Swandi 39' 45+1' 79' · Azeman 54' · Ramli 77' 78' · Abd Rahman 87' | Asistencia: 4,500 espectadores Árbitro(s): Abdul Hannan Miron | Asistencia: 4,500 espectadores Árbitro(s): Abdul Hannan Miron |

| 18 de septiembre de 2011 | Corea del Norte     | 1 – 0   | China | Kim Il-sung Stadium, Pionyang                            |                                                          |
|                          | Ri Kwang-Song 90+2' | Reporte |       | Asistencia: 21,000 espectadores Árbitro(s): Pratap Singh | Asistencia: 21,000 espectadores Árbitro(s): Pratap Singh |

### Grupo F
Los partidos se jugaron en Laos.
| País          | J | G | E | P | GF | GC | GD  | PTS |
| ------------- | - | - | - | - | -- | -- | --- | --- |
| Japón         | 5 | 4 | 0 | 1 | 21 | 6  | +15 | 12  |
| Corea del Sur | 5 | 3 | 2 | 0 | 23 | 3  | +20 | 11  |
| Laos          | 5 | 3 | 1 | 1 | 13 | 6  | +7  | 10  |
| Vietnam       | 5 | 2 | 1 | 2 | 12 | 9  | +3  | 7   |
| Camboya       | 5 | 1 | 0 | 4 | 2  | 25 | −23 | 3   |
| China Taipéi  | 5 | 0 | 0 | 5 | 1  | 23 | −22 | 0   |

| 12 de septiembre de 2011 | China Taipéi | 0-4     | Japón                                   | New Laos National Stadium, Vientián                     |                                                         |
|                          |              | Reporte | Ito 10' · Sasaki 50' · Kitagawa 68' 73' | Asistencia: 500 espectadores Árbitro(s): Thiam Hoe Leow | Asistencia: 500 espectadores Árbitro(s): Thiam Hoe Leow |

| 12 de septiembre de 2011 | Vietnam                  | 1-1     | Corea del Sur      | Laos National Stadium, Vientián                        |                                                        |
|                          | Trần Ngọc Sơn 75' (pen.) | Reporte | Hwang Hee-Chan 27' | Asistencia: 450 espectadores Árbitro(s): Rustam Kholov | Asistencia: 450 espectadores Árbitro(s): Rustam Kholov |

| 12 de septiembre de 2011 | Laos                                                                  | 5-0     | Camboya | New Laos National Stadium, Vientián                               |                                                                   |
|                          | Phithack 34' · Armisay 24' (pen.) 58' · Southavone 51' · Anilan 90+2' | Reporte |         | Asistencia: 1,000 espectadores Árbitro(s): Suleiman Jaber Dalgham | Asistencia: 1,000 espectadores Árbitro(s): Suleiman Jaber Dalgham |

| 14 de septiembre de 2011 | Japón                     | 2-4     | Corea del Sur                                             | New Laos National Stadium, Vientián                    |                                                        |
|                          | Okamura 5' · Sugimoto 74' | Reporte | Hwang Hee-Chan 20' · Lee Gun 43' 90+4' · Yoo Won-Jong 81' | Asistencia: 1,140 espectadores Árbitro(s): Chris Beath | Asistencia: 1,140 espectadores Árbitro(s): Chris Beath |

| 14 de septiembre de 2011 | China Taipéi        | 1-2     | Camboya               | Laos National Stadium, Vientián                        |                                                        |
|                          | Wang Chueh-Chun 68' | Reporte | Phallin 8' 10' (pen.) | Asistencia: 300 espectadores Árbitro(s): Apisit Aonrak | Asistencia: 300 espectadores Árbitro(s): Apisit Aonrak |

| 14 de septiembre de 2011 | Vietnam | 0-3     | Laos                             | New Laos National Stadium, Vientián                        |                                                            |
|                          |         | Reporte | Dalavong 13' 23' · Kettavong 76' | Asistencia: 2,180 espectadores Árbitro(s): Ghandour Radwan | Asistencia: 2,180 espectadores Árbitro(s): Ghandour Radwan |

| 17 de septiembre de 2011 | Corea del Sur | 8-0     | China Taipéi | Laos National Stadium, Vientián                         |                                                         |
|                          | Hwang Ki-Wook 8' (pen.) · Suh Jeong-Deog 10' 14' · Roh Kyoung-Woo 19' 62' (pen.) 76' · Tsai Shuo-Che 42' (a.g.) · Yu Chung-In 66' | Reporte |              | Asistencia: 300 espectadores Árbitro(s): Thiam Hoe Leow | Asistencia: 300 espectadores Árbitro(s): Thiam Hoe Leow |

| 17 de septiembre de 2011 | Camboya | 0-5     | Vietnam                                                                                       | New Laos National Stadium, Vientián                      |                                                          |
|                          |         | Reporte | Trần Ngọc Sơn 12' (pen.) · Vũ Duy Nghi 80' 88' · Nguyễn Việt Thắng 86' · Nguyễn Quang Hải 90' | Asistencia: 1,900 espectadores Árbitro(s): Rustam Kholov | Asistencia: 1,900 espectadores Árbitro(s): Rustam Kholov |

| 17 de septiembre de 2011 | Japón                                                             | 6-0     | Laos | New Laos National Stadium, Vientián                               |                                                                   |
|                          | Nakamura 16' 55' · Kitagawa 47' 74' · Yoshiki 66' · Kobayashi 86' | Reporte |      | Asistencia: 7,690 espectadores Árbitro(s): Suleiman Jaber Dalgham | Asistencia: 7,690 espectadores Árbitro(s): Suleiman Jaber Dalgham |

| 19 de septiembre de 2011 | Camboya | 0 – 4   | Japón                               | Laos National Stadium, Vientián                        |                                                        |
|                          |         | Reporte | Nakamura 58' 61' 66' · Takagi 90+1' | Asistencia: 230 espectadores Árbitro(s): Apisit Aonrak | Asistencia: 230 espectadores Árbitro(s): Apisit Aonrak |

| 19 de septiembre de 2011 | Vietnam                                                             | 4 – 0   | China Taipéi | New Laos National Stadium, Vientián                    |                                                        |
|                          | Lê Hoàng Dương 9' 69' · Huỳnh Hoàng Khanh 50' · Nguyễn Duy Điển 68' | Reporte |              | Asistencia: 200 espectadores Árbitro(s): Rustam Kholov | Asistencia: 200 espectadores Árbitro(s): Rustam Kholov |

| 19 de septiembre de 2011 | Laos | 0 – 0   | Corea del Sur | New Laos National Stadium, Vientián                    |                                                        |
|                          |      | Reporte |               | Asistencia: 2,820 espectadores Árbitro(s): Chris Beath | Asistencia: 2,820 espectadores Árbitro(s): Chris Beath |

| 22 de septiembre de 2011 | Corea del Sur | 10 – 0  | Camboya | Laos National Stadium, Vientián                      |                                                      |
|                          | Seukirin 1' (a.g.) · Lee Gun 14' 34' 74' 87' · Choi Ju-Yong 16' · Hwang Ki-Wook 21' · You Jin-Seok 70' · Ko Min-Hyeok 84' · Roh Kyoung-Woo 90' | Reporte |         | Asistencia: 300 espectadores Árbitro(s): Chris Beath | Asistencia: 300 espectadores Árbitro(s): Chris Beath |

| 22 de septiembre de 2011 | Japón                                            | 5 – 2   | Vietnam                         | New Laos National Stadium, Vientián                               |                                                                   |
|                          | Nakamura 35' 57' 72' · Kobayashi 51' · Sakai 66' | Reporte | Việt Thắng 1' · Hoàng Dương 63' | Asistencia: 1,200 espectadores Árbitro(s): Suleiman Jaber Dalgham | Asistencia: 1,200 espectadores Árbitro(s): Suleiman Jaber Dalgham |

| 22 de septiembre de 2011 | China Taipéi | 0 – 5   | Laos                                                                      | New Laos National Stadium, Vientián                        |                                                            |
|                          |              | Reporte | Kongmathilath 6' 15' · Dalavong 11' · Yen Ting-Han 30' (a.g.) · Keola 83' | Asistencia: 12,000 espectadores Árbitro(s): Thiam Hoe Leow | Asistencia: 12,000 espectadores Árbitro(s): Thiam Hoe Leow |

### Grupo G
Los partidos se jugaron en Tailandia.
| País      | J | G | E | P | GF | GC | GD  | PTS |
| --------- | - | - | - | - | -- | -- | --- | --- |
| Tailandia | 5 | 5 | 0 | 0 | 28 | 6  | +22 | 15  |
| Australia | 5 | 4 | 0 | 1 | 22 | 5  | +17 | 12  |
| Indonesia | 5 | 3 | 0 | 2 | 26 | 10 | +16 | 9   |
| Birmania  | 5 | 2 | 0 | 3 | 13 | 14 | −1  | 6   |
| Hong Kong | 5 | 1 | 0 | 4 | 8  | 14 | −6  | 3   |
| Guam      | 5 | 0 | 0 | 5 | 1  | 49 | −48 | 0   |

| 12 de septiembre de 2011 | Tailandia                                             | 3 – 2   | Australia                  | Thephasadin Stadium, Bangkok                           |                                                        |
|                          | Tonglim 44' · Pamornprasert 50' (pen.) · Puangbut 53' | Reporte | Tombides 11' · O'Neill 59' | Asistencia: 1,200 espectadores Árbitro(s): Jumpei Iida | Asistencia: 1,200 espectadores Árbitro(s): Jumpei Iida |

| 12 de septiembre de 2011 | Hong Kong                                     | 4 – 1   | Guam      | Rajamangala National Stadium, Bangkok                               |                                                                     |
|                          | Brian Liu 15' 38' · Philip Wong 52' · Orr 60' | Reporte | Reyes 89' | Asistencia: 25 espectadores Árbitro(s): Mohd Nafeez Bin Abdul Wahab | Asistencia: 25 espectadores Árbitro(s): Mohd Nafeez Bin Abdul Wahab |

| 12 de septiembre de 2011 | Indonesia                      | 4 – 1   | Birmania        | Rajamangala National Stadium, Bangkok                     |                                                           |
|                          | Puhiri 8' 29' 70' · Ihza 45+2' | Reporte | Kyaw Min Oo 80' | Asistencia: 200 espectadores Árbitro(s): Yasser Al Rawahi | Asistencia: 200 espectadores Árbitro(s): Yasser Al Rawahi |

| 14 de septiembre de 2011 | Tailandia | 11 – 0  | Guam | Rajamangala National Stadium, Bangkok                  |                                                        |
|                          | Kulchart 7' · Puangbut 8' · Pamornprasert 16' · Kannoo 28' 31' 47' 71' 90+1' · Tiammuang 33' · Malison 39' · Klankham 82' | Reporte |      | Asistencia: 600 espectadores Árbitro(s): Singh Sukhbir | Asistencia: 600 espectadores Árbitro(s): Singh Sukhbir |

| 14 de septiembre de 2011 | Australia                                     | 4 – 0   | Birmania | Rajamangala National Stadium, Bangkok                 |                                                       |
|                          | Warland 20' · De Silva 76' 87' · Tombides 79' | Reporte |          | Asistencia: 400 espectadores Árbitro(s): Lee Dong-Jun | Asistencia: 400 espectadores Árbitro(s): Lee Dong-Jun |

| 14 de septiembre de 2011 | Indonesia             | 2 – 0   | Hong Kong | Yamaha Stadium, Nonthaburi                      |                                                 |
|                          | Adsit 3' · Puhiri 84' | Reporte |           | Asistencia: 30 espectadores Árbitro(s): Ma Ning | Asistencia: 30 espectadores Árbitro(s): Ma Ning |

| 17 de septiembre de 2011 | Australia   | 1 – 0   | Hong Kong | Rajamangala National Stadium, Bangkok                     |                                                           |
|                          | Warland 31' | Reporte |           | Asistencia: 150 espectadores Árbitro(s): Yasser Al Rawahi | Asistencia: 150 espectadores Árbitro(s): Yasser Al Rawahi |

| 17 de septiembre de 2011 | Birmania       | 1 – 4   | Tailandia                                                                   | Rajamangala National Stadium, Bangkok                                |                                                                      |
|                          | Aung Thu 45+2' | Reporte | Kannoo 2' (pen.) · Puangbut 15' · Pamornprasert 54' (pen.) · Tiammung 90+3' | Asistencia: 300 espectadores Árbitro(s): Mohd Nafeez Bin Abdul Wahab | Asistencia: 300 espectadores Árbitro(s): Mohd Nafeez Bin Abdul Wahab |

| 17 de septiembre de 2011 | Guam | 0 – 17  | Indonesia | Yamaha Stadium, Nonthaburi                           |                                                      |
|                          |      | Reporte | Kurniawan 13' 14' 61' 75' 85' · Puhiri 20' 25' 72' 87' · Fachrozy 26' · Tedi 48' 56' 57' 80' · Hariansyah 67' · Asso 73' 89' | Asistencia: 200 espectadores Árbitro(s): Jumpei Iida | Asistencia: 200 espectadores Árbitro(s): Jumpei Iida |

| 19 de septiembre de 2011 | Hong Kong                            | 2 – 4   | Birmania                                                                    | Rajamangala National Stadium, Bangkok    |                                          |
|                          | Ip Ching 3' (pen.) · Wong Philip 64' | Reporte | Soe Min Tun 48' · Zin Ko Tun 80' (pen.) · Nyein Chan Aung 89' · Wanna 90+3' | Asistencia: 100 espectadores Árbitro(s): | Asistencia: 100 espectadores Árbitro(s): |

| 19 de septiembre de 2011 | Guam | 0 – 10  | Australia                                                                      | Thephasadin Stadium, Bangkok                          |                                                       |
|                          |      | Reporte | Stergiou 10' · Tombides 51' 53' 65' 86' 90+2' · Ly 61' · MacDonald 67' 75' 81' | Asistencia: 100 espectadores Árbitro(s): Lee Dong-Jun | Asistencia: 100 espectadores Árbitro(s): Lee Dong-Jun |

| 19 de septiembre de 2011 | Indonesia          | 1 – 4   | Tailandia                                  | Rajamangala National Stadium, Bangkok            |                                                  |
|                          | Nugroho 66' (pen.) | Reporte | Kannoo 57' 62' · Puangbut 85' · Maperm 88' | Asistencia: 500 espectadores Árbitro(s): Ma Ning | Asistencia: 500 espectadores Árbitro(s): Ma Ning |

| 22 de septiembre de 2011 | Tailandia                                                   | 6 – 2   | Hong Kong                           | Rajamangala National Stadium, Bangkok                                |                                                                      |
|                          | Kannoo 10' 23' 51' 80' · Sukchuai 50' (pen.) · Puangbut 73' | Reporte | Philip 77' (pen.) · Liu Ho Wang 85' | Asistencia: 200 espectadores Árbitro(s): Mohd Nafeez Bin Abdul Wahab | Asistencia: 200 espectadores Árbitro(s): Mohd Nafeez Bin Abdul Wahab |

| 22 de septiembre de 2011 | Birmania                                         | 7 – 0   | Guam | Thephasadin Stadium, Bangkok                              |                                                           |
|                          | Wanna 4' 24' 57' · Aung Thu Phyo 25' 32' 36' 65' | Reporte |      | Asistencia: 100 espectadores Árbitro(s): Yasser Al Rawahi | Asistencia: 100 espectadores Árbitro(s): Yasser Al Rawahi |

| 22 de septiembre de 2011 | Australia                                                                  | 5 – 2   | Indonesia                    | Rajamangala National Stadium, Bangkok                |                                                      |
|                          | Tombides 3' 78' · Calver 10' · Papadimitrios 39' (pen.) · Hyuga Tanner 63' | Reporte | Hargianto 9' · Kurniawan 66' | Asistencia: 100 espectadores Árbitro(s): Jumpei Iida | Asistencia: 100 espectadores Árbitro(s): Jumpei Iida |

## Clasificados
| - Australia - China - India - Irán | - Irak - Japón - Kuwait - Laos | - Corea del Norte - Omán - Arabia Saudita - Corea del Sur | - Siria - Tailandia - Uzbekistán - Yemen |